# Nur Levi
Nur Al Levi Rota (Madrid, 1 de febrer de 1979) és una actriu de cinema, teatre i televisió espanyola. És filla de Cristina Rota i mig-germana de María i Juan Diego Botto, tots ells també actors.

## Biografia
Nur Al Levi Rota va néixer l'1 de febrer de 1979 a Madrid. És filla de la reconeguda actriu i directora teatral Cristina Rota, qui es va exiliar de l'Argentina en 1978 estant embarassada d'ella. És germana per part de mare dels també actors María (1974) i Juan Diego Botto (1975).
En cinema ha participat en pel·lícules espanyoles com Sin vergüenza (2001), El refugio del mal (2002) i El próximo Oriente (2006), en produccions cinematogràfiques internacionals, treballà a The Dancer Upstairs (2002), dirigida per l'estatunidenc John Malkovich. També ha format part de l'elenc de reconegudes sèries de televisió espanyoles com Hospital Central i Punta escarlata. Ha actuat en nombroses obres de teatre, algunes d'elles sota la direcció de la seva mare, Cristina Rota.

## Filmografia

### Cinema
- Teo el pelirojo (1986. Dirigida per Paco Lucio)
- El río oro (1986. Dirigida per Jaime Chávarri)
- Sin vergüenza (2001. Dirigida per Joaquín Oristrell)
- The Dancer Upstairs (2002. Dirigida per John Malkovich)
- El refugio del mal (2002. Dirigida per Félix Cabeza)
- El próximo Oriente (2006. Dirigida per Fernando Colomo)
- Un ajuste de cuentas (2009. Dirigida per Manane Rodríguez)
- Hablar (2015. Dirigida per Joaquín Oristrell)
- The Tulse Luper Suitcases Part 2 (Dirigida per Peter Greenaway)

### Televisió
- El zorro - (1990. Family Channel)
- Abuela de verano (2005. TVE)
- El comisario (2006. Telecinco)
- Hospital central (2006. Telecinco)
- Doctor Mateo (2001. Antena 3)
- Punta Escarlata (2011. Cuatro)

### Teatre
- Lo que no te digo (Dirigida per Cristina Rota)
- La caída de los dioses (Dirigida per Tomaz Pandur)
- Memento (Dirigida per Jaime Chavarri)
- Hamlet (Dirigida per Tomaz Pandur)
- Sueño de una noche de verano (Dirigida per Tamzin Towsen)
- Pero ¿quién mató al teatro? (Dirigida per Joaquín Oristrell)
- La katarsis del tomatazo
- Lorca (Dirigida per Cristina Rota)
- La barraca (Dirigida per Cristina Rota)
- Náufragos (Dirigida per María Botto i Jesús Amate)
- Ciudades Perdidas (Dirigida per Daniel Suárez Marzal)